# Citiusari
Citiusari is een bestuurslaag in het regentschap Kuningan van de provincie West-Java, Indonesië. Citiusari telt 1640 inwoners (volkstelling 2010).